# Culture irakienne

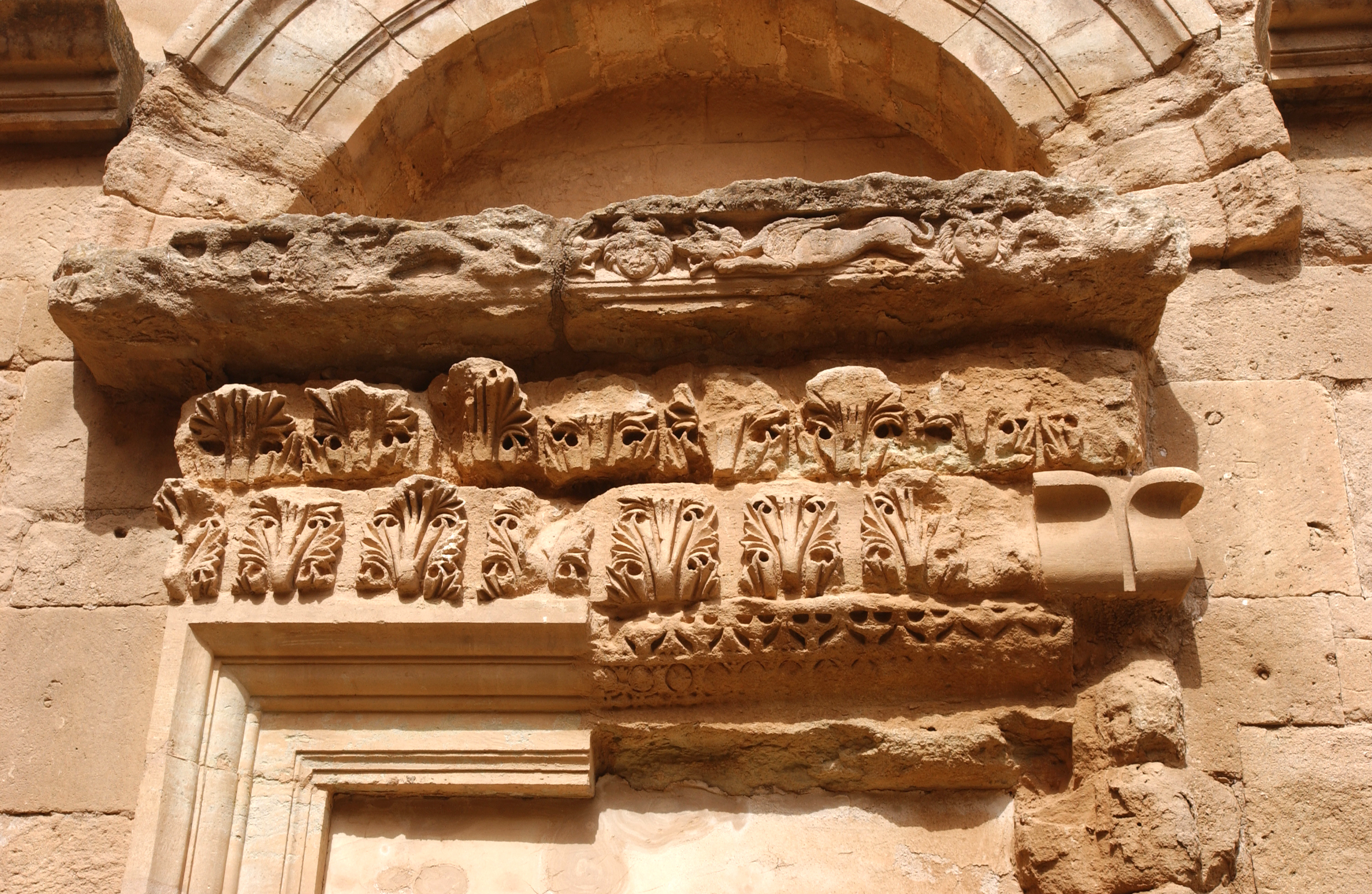
Ruines de Hatra (détail d'un temple)

La culture irakienne est fondée sur un grand nombre de juxtapositions à la suite des apports des différentes civilisations qui ont occupé l'Irak (sumériennes, assyriennes, perses, grecques, etc.) ainsi qu'une mosaïque de religions chrétiennes, musulmanes, etc.
L'Irak fut au cours de son histoire un carrefour exceptionnel où se rencontrèrent de nombreuses civilisations. Cela apporta de nombreuses superpositions de couches culturelles à cet État.
Sa culture est donc imprégnée fortement de cette mosaïque culturelle. Nabuchodonosor apporta le monothéisme sur un fond religieux monothéiste. On retrouve des zoroastriens, traces de la présence perse. Les Arabes apportèrent la religion musulmane, etc.
Dans le contexte actuel de conflit en Irak, les médias tendent à montrer un Irak clivé selon la religion (chiites, sunnites) ou des oppositions culturelles (irakiens, kurdes).
La société irakienne possède différents niveaux de clivages culturels, politiques, religieux, et claniques d'une très grande complexité.

## Langue(s)
- Catégorie:Langue en Irak
- Minorités en Irak (en)

## Traditions

### Religion(s)
- Catégorie:Religion en Irak
- Bouddhisme dans le monde, Christianisme par pays, Nombre de musulmans par pays, Nombre de Juifs par pays , Irréligion
- Islam en Irak, Christianisme en Irak, Yézidisme, Mandéisme, Yârsânisme
- Liberté de religion en Irak (en)
- Histoire des Juifs en Irak

### Symboles
- Catégorie:Symbole de l'Irak
- Armoiries de l'Irak, Drapeau de l'Irak
- Liste des hymnes nationaux
- Mawtini, hymne national irakien

## Société

### Fêtes
- Liste de festivals en Asie
- Jours fériés publics en Irak (en)

## Arts de la table

### Cuisine(s)
- Cuisine irakienne
- Catégorie:Cuisine au Moyen-Orient

## Santé
- Santé, Santé publique,Protection sociale
- Catégorie:Santé en Irak,
- Santé en Irak (en)

### Sports, arts martiaux
- Catégorie:Sport en Irak
- Catégorie:Sportif irakien
- Irak aux Jeux olympiques
- Irak aux Jeux paralympiques, Jeux paralympiques,
- Jeux du Commonwealth

## Artisanats
- Artisanat d'art

## Littérature
- Littérature irakienne[1],[2],[3],
- Écrivains irakiens, Liste chronologique d'écrivains irakiens
  - Poètes irakiens[4] et poétesses (comme Rabab al-Kazimi)
  - Journalistes irakiens, Traducteurs irakiens
- Littérature kurde

- Littératures anciennes :
  - Littérature mésopotamienne
  - Littérature sumérienne, Épopée de Gilgamesh, Malédiction d'Akkad, Liste royale sumérienne, Littérature sapientiale dans le Proche-Orient ancien

### Littérature contemporaine
- Samir Naqqash, écrivain né en Irak, devenu israélien, mais demeuré arabophone. Tous ses ouvrages sont écrits en arabe, et accordent une grande place au dialecte irakien (à l'oralité). Naguib Mahfouz, écrivain égyptien prix Nobel de littérature, a fait l'éloge de son œuvre[5]. Il a traduit en arabe des œuvres écrites par des auteurs juifs irakiens devenus israéliens, mais qui ont fait le choix de passer à l'hébreu, Sami Michael et Shimmon Ballas.

## Média
- Média en Irak (en) (à créer), Média en Irak (rubriques)
- Journalistes irakiens

### Presse
- Presse écrite en Irak (à créer), Presse écrite en Irak (rubriques)
- Liste de journaux en Irak (en)

### Radio
- Radio en Irak (rubriques)

### Télévision
- Télévision en Irak (rubriques)

### Internet .iq
- Internet en Irak
- Télécommunications en Irak
- Blogueurs irakiens

## Arts visuels
- Artistes irakiens
- Artistes contemporains irakiens

### Dessin
- Dessinateurs irakiens

### Peinture
- Peintres irakiens
  - Naziha Salim, « la première femme irakienne qui a ancré les piliers de l'art contemporain irakien »

### Sculpture
- Sculpteurs irakiens

### Architecture
- Architectes irakiens
- De l'architecture en Irak
- De l'urbanisme en Irak
- Architecture islamique

### Photographie
- Photographes irakiens

## Arts du spectacle

### Musique(s)
Le film documentaire On the banks of the Tigris de Masha Emerman (2012) est consacré à l'histoire de la musique irakienne.
- Musique irakienne
- Musique irakienne (rubriques)
- Musiciens irakiens
- Chanteurs irakiens

### Danse(s)
- Danse en Irak
- Liste de danses
- Catégorie:Danseur irakien
- Catégorie:Chorégraphe irakien

### Théâtre
- Catégorie:Dramaturge irakien
- Catégorie:Pièce de théâtre irakienne

### Cinéma
- Cinéma irakien
- Réalisateurs irakiens, Scénaristes irakiens
- Acteurs irakiens, Actrices irakiennes
- Films irakiens

## Patrimoine
Depuis 2014, le monde assiste à une destruction du patrimoine culturel par l'État islamique.

### Musées
- Musée national d'Irak, à Bagdad, Musée de Mossoul
- Bibliothèque nationale d'Irak, Bibliothèque de Mossoul, Bibliothèque d'Assurbanipal

### Liste du Patrimoine mondial
Le programme Patrimoine mondial (UNESCO, 1971) a inscrit dans sa liste du Patrimoine mondial (au 12/01/2016) : Liste du patrimoine mondial en Irak.

### Liste représentative du patrimoine culturel immatériel de l’humanité
Le programme Patrimoine culturel immatériel (UNESCO, 2003) a inscrit dans sa liste représentative du patrimoine culturel immatériel de l’humanité  :
- 2008 : Le Maqâm irakien[7],
- 2016 : La fête de Khidr Elias et l'expression des vœux[8].

### Filmographie
- Irak : vivre sous les bombes, Gustavo Cortès Bueno et Julio Fernandez, Zaradoc films, 2010, 52 min (DVD)